# Vila Franca de Xira
Vila Franca de Xira es un municipio portugués en el distrito de Lisboa en el Área metropolitana de Lisboa. Pertenecía a la antigua provincia de Ribatejo, hoy sin ningún significado político-administrativo. Sin embargo, sigue siendo considerada como una localidad ribatejana.

## Geografía
Cuenta con 293,88 km² de extensión y limita al norte con los concejos de Alenquer, Azambuja, Benavente, Loures, Arruda dos Vinhos y por el estuario del Tajo.

## Demografía
| Gráfica de evolución demográfica de Vila Franca de Xira entre 1864 y 2021 |
|                                                                           |
| Datos según el nomenclátor publicado por el INE portugués.                |

## Organización territorial
El municipio de Vila Franca de Xira está formado por seis freguesias:
- Alhandra, São João dos Montes e Calhandriz
- Alverca do Ribatejo e Sobralinho
- Castanheira do Ribatejo e Cachoeiras
- Póvoa de Santa Iria e Forte da Casa
- Vialonga
- Vila Franca de Xira